# Australie-Tonga en rugby à XV
Cet article présente l'historique des confrontations entre l'équipe d'Australie et l'équipe des Tonga en rugby à XV. Les deux équipes se sont affrontées à quatre reprises. Les Australiens ont remporté trois rencontres contre une pour les Tongiens.

## Historique
En 1973, une équipe des Tonga alors encore quasiment inconnue au niveau international parvient à battre l'Australie chez elle.

## Les confrontations
Voici la liste des confrontations entre ces deux équipes :
| No | Date              | Lieu                                     | Match             | Score   | Compétition                       |
| -- | ----------------- | ---------------------------------------- | ----------------- | ------- | --------------------------------- |
| 1  | 23 juin 1973      | Sydney Cricket Ground, Sydney, Australie | Australie – Tonga | 30 – 12 | Test match                        |
| 2  | 30 juin 1973      | Ballymore Stadium, Brisbane, Australie   | Australie – Tonga | 11 – 16 | Test match                        |
| 3  | 4 juillet 1993    | Ballymore Stadium, Brisbane, Australie   | Australie – Tonga | 52 – 14 | Test match                        |
| 4  | 22 septembre 1998 | Canberra Stadium, Canberra, Australie    | Australie – Tonga | 74 – 0  | Qualification coupe du monde 1999 |